# 1821 في الولايات المتحدة
فيما يلي قوائم الأحداث التي وقعت خلال عام 1821 في الولايات المتحدة.

## سياسة

### تعيين في المنصب
- 1 يناير – توماس كوروين عضو مجلس نواب أوهايو.
- 9 يناير – نحميا رايس نايت عضو مجلس الشيوخ الأمريكي.
- 4 مارس – أوغسطس قيصر رودني عضو مجلس النواب الأمريكي.
- 4 مارس – جون نيلسون عضو مجلس النواب الأمريكي.
- 4 مارس – مارتن فان بيورين عضو مجلس الشيوخ الأمريكي.
- 10 أغسطس – توماس هارت بنتون عضو مجلس الشيوخ الأمريكي.
- 9 نوفمبر – إسرائيل بيكنز حاكم ألاباما [الإنجليزية]‏.
- 4 ديسمبر – فيليب بندلتون بربور الناطق باسم مجلس النواب الأمريكي.
- 7 ديسمبر – غابرييل هولمز حاكم كارولينا الشمالية [الإنجليزية]‏.
- 10 ديسمبر – وليام فندلي عضو مجلس الشيوخ الأمريكي.

### انتهاء فترة المنصب
- 3 مارس – جون تايلر عضو مجلس النواب الأمريكي.
- 2 مايو – نحميا رايس نايت حاكم رود آيلاند [الإنجليزية]‏.

## مواليد

### يناير
- 5 يناير – جوزيف دروست سياسي أمريكي.
- 9 يناير – وليام شارون سياسي أمريكي.
- 16 يناير – جون بريكنريدج سياسي وقائد عسكري أمريكي.

### مارس
- 3 مارس – تشارلز ويليام فورمان

### أبريل
- 4 أبريل – ييل لينوس الأصغر
- 15 أبريل – جوزيف ايمرسون براون سياسي أمريكي.

### يوليو
- 12 يوليو – دانيال هارفي هيل أستاذ جامعي من الولايات المتحدة الأمريكية.
- 16 يوليو – ماري بيكر إيدي

### أكتوبر
- 7 أكتوبر – ريتشارد هيرون أندرسون عسكري من الولايات المتحدة الأمريكية.

### ديسمبر
- 22 ديسمبر – جونيوس بروتوس بوث، الابن
- 25 ديسمبر – كلارا بارتون ممرضة أمريكية.

## وفيات

### أغسطس
- 4 أغسطس – وليام فلويد (مواليد 1734) سياسي أمريكي.